# Conrad Stein
Conrad Stein, né le 12 mars 1924 à Berlin et mort le 16 août 2010 à Neuilly-sur-Seine, est un psychiatre et psychanalyste français d'origine allemande. Sa famille est venue s'installer en France en 1933, à la suite de l'arrivée au pouvoir en Allemagne des nazis. Il a notamment fondé deux revues, L'Inconscient, puis Études freudiennes.  

## Biographie
D'origine allemande, il passe une partie de son enfance à Berlin, puis au Royaume-Uni où son père est journaliste, correspondant du Berliner Tageblatt. Sa famille retourne brièvement à Berlin, puis s'installe dès 1933 en France, pour échapper à la montée du régime nazi en Allemagne. Il fait ses études secondaires à Paris, puis commence ses études de médecine à Genève. Il soutient sa thèse de médecine, intitulée « Le mutisme chez l’enfant », sous la direction de Serge Lebovici à Paris (1945), devient externe des hôpitaux de Paris (1947), puis interne des hôpitaux psychiatriques de la Seine (1951).    
Il a été en psychanalyse chez Marc Schlumberger et Sacha Nacht. Il devient membre de la Société psychanalytique de Paris en 1960. Il s'est ensuite rapproché de Jacques Lacan mais a toujours gardé une ouverture d'esprit envers les différents courants de la psychanalyse. Il est proche de Wladimir Granoff, Serge Leclaire et François Perrier. Il tient un séminaire hebdomadaire à l’Institut de Psychanalyse de Paris à partir de 1961.
Il meurt le 16 août 2010 et est inhumé au cimetière du Montparnasse à Paris,.

## Activité éditoriale et institutionnelle
Il fonde en 1967, avec Piera Aulagnier et Jean Clavreul la revue L’Inconscient, qui existe durant deux années, en 1967 et 1968 et publie huit numéros.
En 1969, il crée une nouvelle revue, Études freudiennes.
Il fonde l'Association pour Études freudiennes, en 1982, avec Danièle Brun, son épouse.

## Ouvrages
- Les Érinyes d'une mère : Essai sur la haine, éditeur Calligrammes, 1987.
- avec Marie Delcourt Œdipe ou la Légende du conquérant, éd. Les Belles lettres, 1981,  (ISBN 2-251-33408-4)
- La Mort d'Œdipe. La Psychanalyse et sa pratique, éd. Gonthier, coll. Médiations, 1977  (ISBN 2-282-30155-2)
- L'enfant imaginaire, éd. Denoël ; Coll. L'espace analytique,  (ISBN 2-207-23414-2)
- Aussi je vous aime bien. Lettres, éd. Denoël, 1978,  (ISBN 2-207-22507-0)

- En 1995, il participe avec plusieurs autres pédiatres et psychanalystes au colloque "Pédiatrie et Psychanalyse" dont est tiré le livre "Les Parents, le Pédiatre et le Psychanalyste"[7].